# Jättevattenråttor
Jättevattenråttor (Kunsia) är ett släkte i familjen hamsterartade gnagare med två arter som förekommer i Sydamerika.

## Beskrivning
Med en kroppslängd mellan 16 och 29 cm samt en svanslängd mellan 8 och 16 cm är de störst av alla hamsterartade gnagare i nya världen. Den grova och delvis mycket täta pälsen är på ovansidan brunaktig med gråa skuggor och på buken ljusare. Individernas stora och kraftiga fötter har långa klor. Svansen har en mörkbrun färg.
Jättevattenråttor förekommer i östra Bolivia, i centrala och södra Brasilien samt i norra Argentina. Habitatet utgörs av savanner och öppna skogar upp till 1 100 meter över havet.
Dessa gnagare lever främst underjordisk. Under den torra tiden stannar de nästan uteslutande i sina tunnlar, under regntiden kommer de ibland upp. De kan vara aktiva på dagen och på natten, annars är ingenting känt om levnadssättet.
Arterna är:
- Kunsia fronto hittades bara vid ett fåtal ställen i nordöstra Argentina och centrala Brasilien.
- Kunsia tomentosus förekommer i östra Bolivia och västra Brasilien.

På grund av de sällsynta fynden antas att populationerna av båda arter saknar sammanhängande utbredningsområden. IUCN listar K. fronto som starkt hotad (endangered) och K. tomentosus som livskraftig (least concern).